# Cecilia Bouzat
Cecilia Bouzat (sinh ngày 10 tháng 12 năm 1961) là một nhà hóa sinh người Argentina từng đoạt giải thưởng, chuyên nghiên cứu về rối loạn thần kinh. Năm 2014, cô được vinh danh là người đoạt giải thưởng L'Oréal-UNESCO dành cho phụ nữ trong khoa học ở châu Mỹ Latinh.

## Cuộc sống
Cecilia Bouzat sinh ngày 10 tháng 12 năm 1961 tại Bahía Blanca, Argentina. Là con gái và cháu gái của các bác sĩ, cô là người con thứ ba trong số sáu anh chị em và bắt đầu quan tâm đến khoa học từ rất sớm.
Vào năm thứ hai hoặc năm thứ ba đại học của Bouzat, cô tin rằng mình muốn bắt đầu sự nghiệp trong ngành khoa học. Cô đã nhận được bằng cấp và bằng tiến sĩ về Khoa học sinh hóa tại Đại học Nacional del Sur của Bahía Blanca ở Buenos Aires, Argentina. Sau khi hoàn thành bằng Thạc sĩ, Bouzat nghiên cứu tiến sĩ tại Hoa Kỳ tại Phòng khám Mayo ở Rochester, Minnesota, vào năm 1994.

## Nghiên cứu
Nghiên cứu của Bouzat đã tập trung vào hệ thống thần kinh và cách thức các tế bào não và cơ bắp giao tiếp với nhau. Các nghiên cứu đầu tiên của cô xoay quanh việc các thụ thể của vòng Cys tham gia vào các khớp thần kinh và cho phép giao tiếp nhanh giữa các tế bào thần kinh và cách thuốc và các hợp chất có thể thay đổi hoạt động của các protein màng đặc trưng cho hệ thần kinh. Thay đổi các thụ thể nicotinic tế bào thần kinh có liên quan đến rối loạn thần kinh.

## Công việc
Hiện tại, Bouzat là Nhà nghiên cứu chính của CONICET và Phó Viện trưởng Viện Nghiên cứu Sinh hóa của White Bay (INIBIBB) tại Argentina. Cô chỉ đạo trung tâm nghiên cứu hóa sinh và là trợ lý giáo sư dược học tại Đại học Nacional del Sur tại quê hương Bahía Blanca của cô. Bouzat là thành viên nghiên cứu của Hội đồng nghiên cứu quốc gia Argentina.

## Vinh danh
Năm 2005, Bouzat là thành viên của Hội Guggenheim về Khoa học tự nhiên. Năm 2007, Bouzat đã giành được học bổng nghiên cứu từ L'Oréal-UNESCO dành cho phụ nữ trong khoa học. Cô được vinh danh về "sự đóng góp của cô ấy vào sự hiểu biết của chúng ta về cách các tế bào não giao tiếp với nhau và với cơ bắp". Cô đã được đón nhận và chúc mừng bởi Bộ trưởng Khoa học Argentina, Lino Barañao, và Tổng thống Argentina Cristina Fernandez de Kirchner.